# Tuhala
Tuhala falu Észtország északi részén, Harju megyében. Közigazgatásilag Kose községhez tartozik. Tuhala leghíresebb látnivalója a Boszorkányok-kútja. 

## Történelme
Úgy tartják, hogy Tuhala település történelme mintegy 3000 évre tekint vissza.

## Földrajza
A település és környéke igen gazdag karsztvidék, ahol számos földalatti vízfolyás és felszíni víznyelő található. A település közelében folyik a Tuhala-folyó, amely a Pirita-folyóba ömlik.

## Népesség
A település népessége az utóbbi években az alábbi módon alakult:
| Lakosok száma | 105  | 128  | 129  | 137  |
|               | 2011 | 2019 | 2020 | 2021 |

## Híres szülöttei
Ludwig August Mellin észt térképész Tuhalában született 1754. január 23-án. Ő térképezte fel Livóniát a 18. században.

## Képgaléria

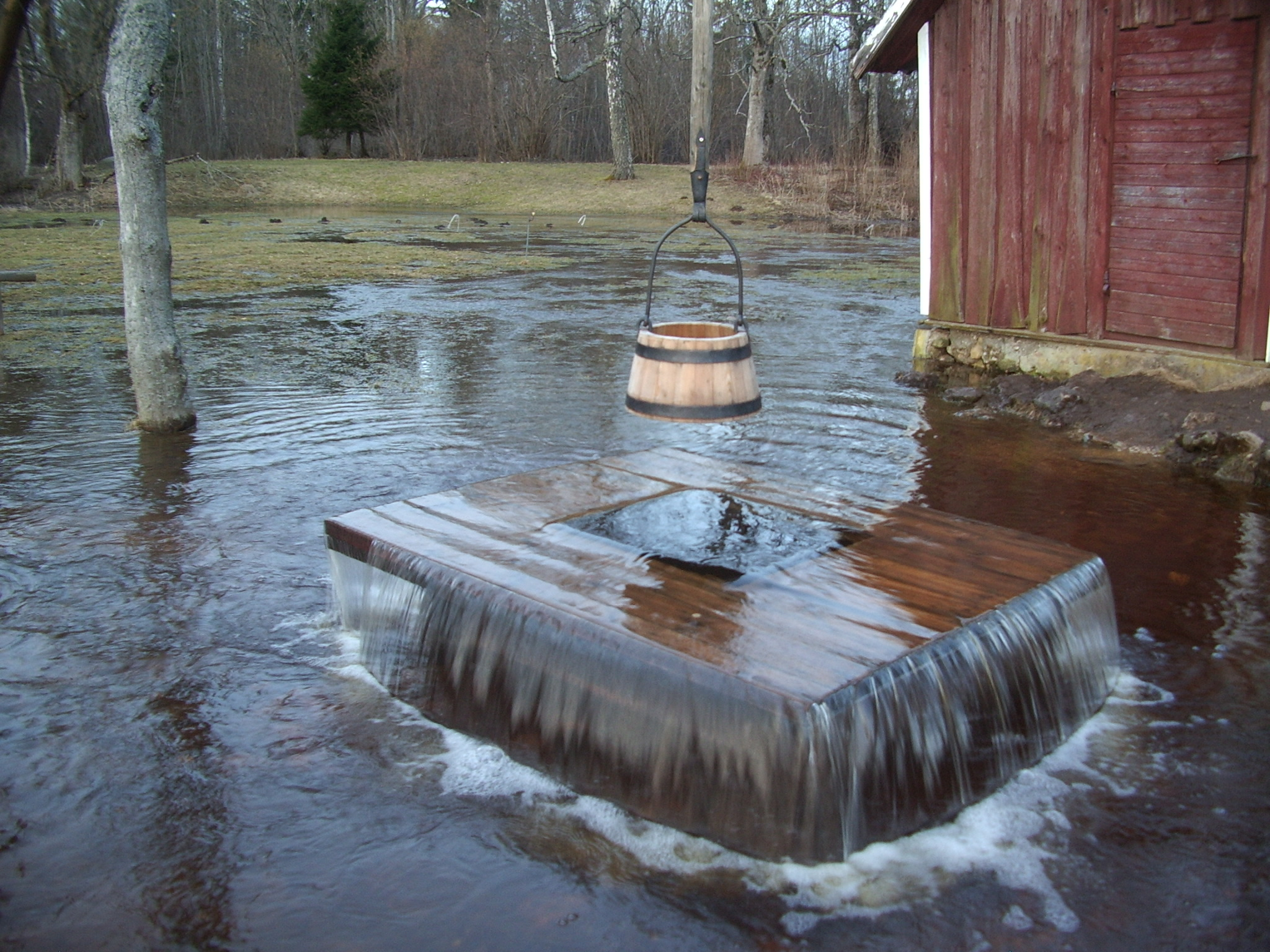
Boszorkányok-kútja
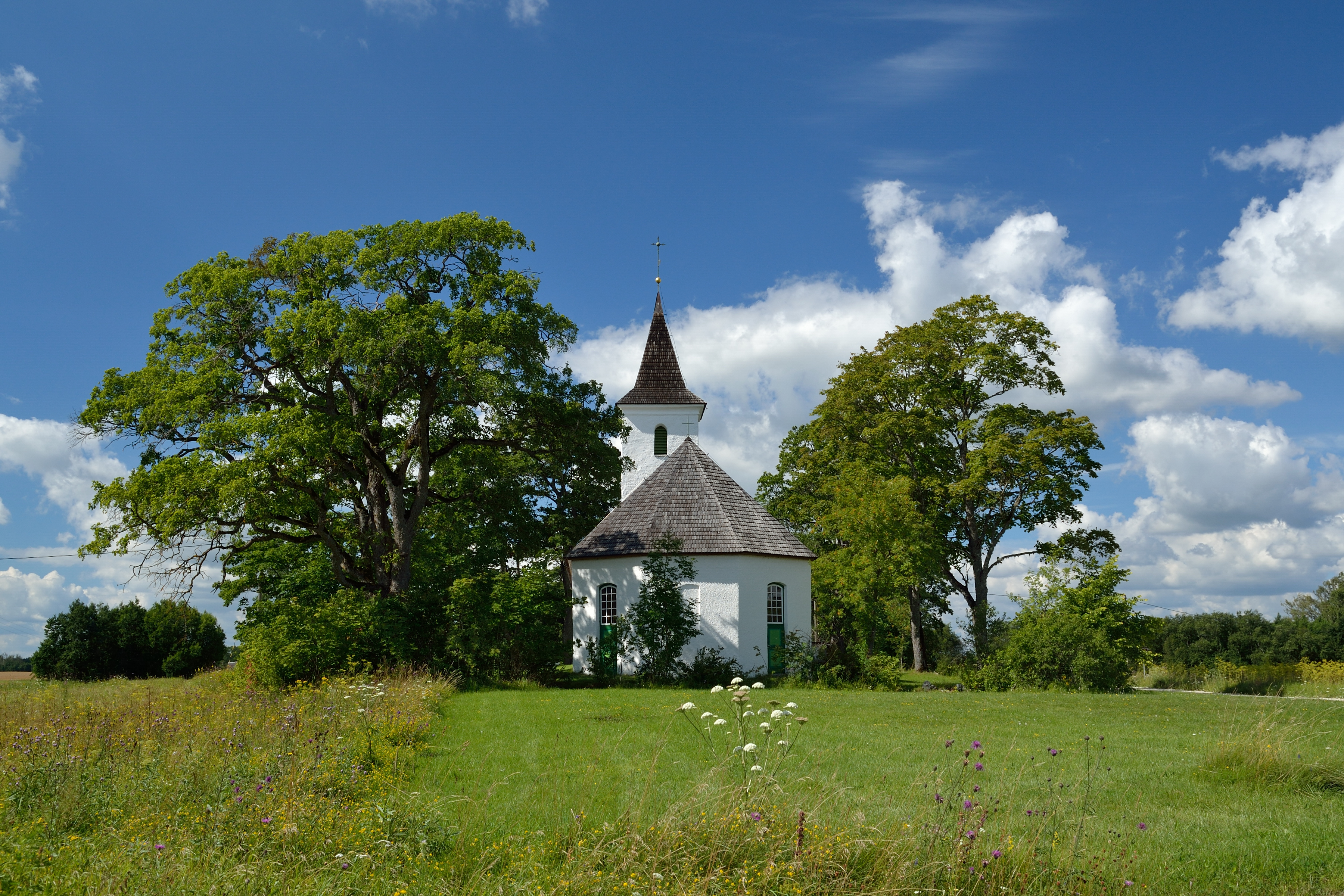
Tuhala temploma
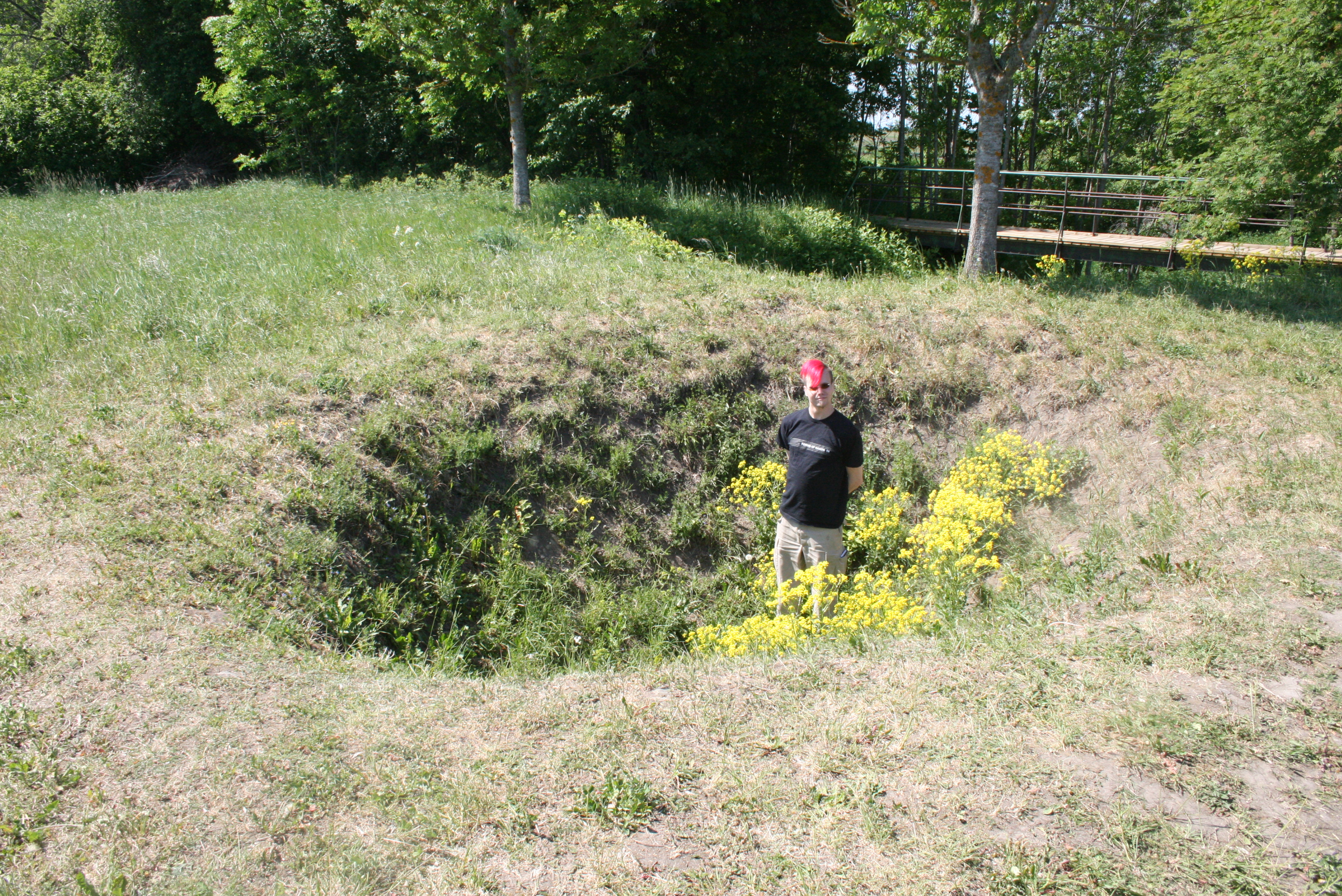
Egy víznyelő Tuhalában
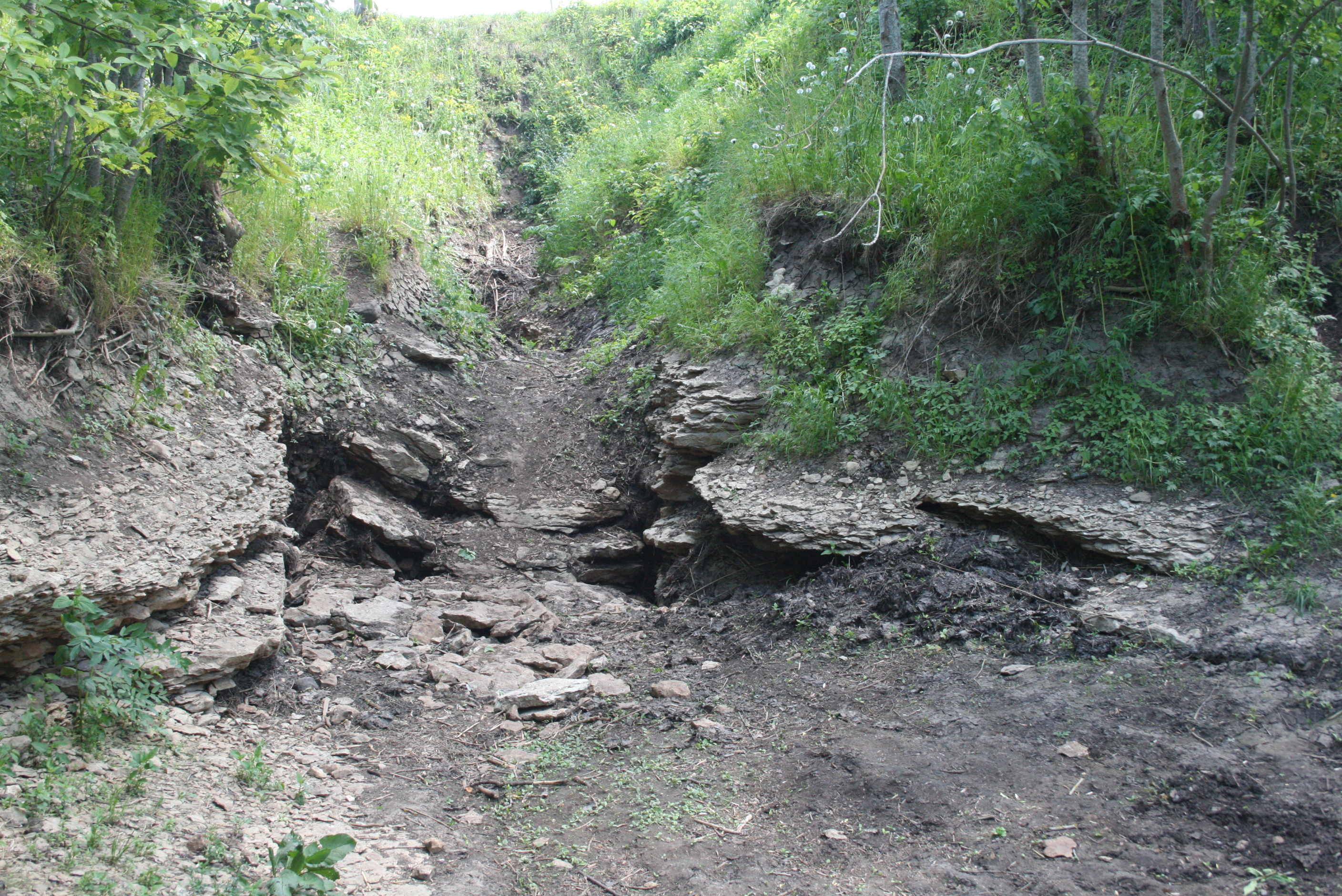
Ämmaauk ("Anyós-üreg")

## Fordítás
Ez a szócikk részben vagy egészben  a   Tuhala című angol Wikipédia-szócikk ezen változatának fordításán alapul.  Az eredeti cikk szerkesztőit annak laptörténete sorolja fel. Ez a jelzés csupán a megfogalmazás eredetét és a szerzői jogokat jelzi, nem szolgál a cikkben szereplő információk forrásmegjelöléseként.